# Tina Turns the Country On!
«Tina Turns the Country On!» — перший сольний студійний альбом американської співачки Тіни Тернер, випущений у вересні 1974 року лейблом «United Artists».

## Список композицій
| Перша сторона | Перша сторона                           | Перша сторона      | Перша сторона |
| #             | Назва                                   | Автор              | Тривалість    |
| ------------- | --------------------------------------- | ------------------ | ------------- |
| 1.            | «Bayou Song»                            | П. Д. Морс         | 3:22          |
| 2.            | «Help Me Make It Through the Night»     | Кріс Крістофферсон | 2:48          |
| 3.            | «Tonight I'll Be Staying Here with You» | Боб Ділан          | 2:58          |
| 4.            | «If You Love Me (Let Me Know)»          | Джон Ростілл       | 3:00          |
| 5.            | «He Belongs to Me»                      | Боб Ділан          | 3:59          |

| Друга сторона | Друга сторона                  | Друга сторона            | Друга сторона |
| #             | Назва                          | Автор                    | Тривалість    |
| ------------- | ------------------------------ | ------------------------ | ------------- |
| 1.            | «Don't Talk Now»               | Джеймс Тейлор            | 2:58          |
| 2.            | «Long Long Time»               | Гарі ВайтGary White      | 4:42          |
| 3.            | «I'm Moving On»                | Генк Сноу                | 2:37          |
| 4.            | «There'll Always Be Music»     | Доллі Партон             | 4:10          |
| 5.            | «The Love That Lights Our Way» | Фред Карлін Марша Карлін | 3:15          |

## Чарти
| Чарт (2024)                        | Позиція |
| ---------------------------------- | ------- |
| Hungarian Physical Albums (MAHASZ) | 34      |